# تدرج التيار

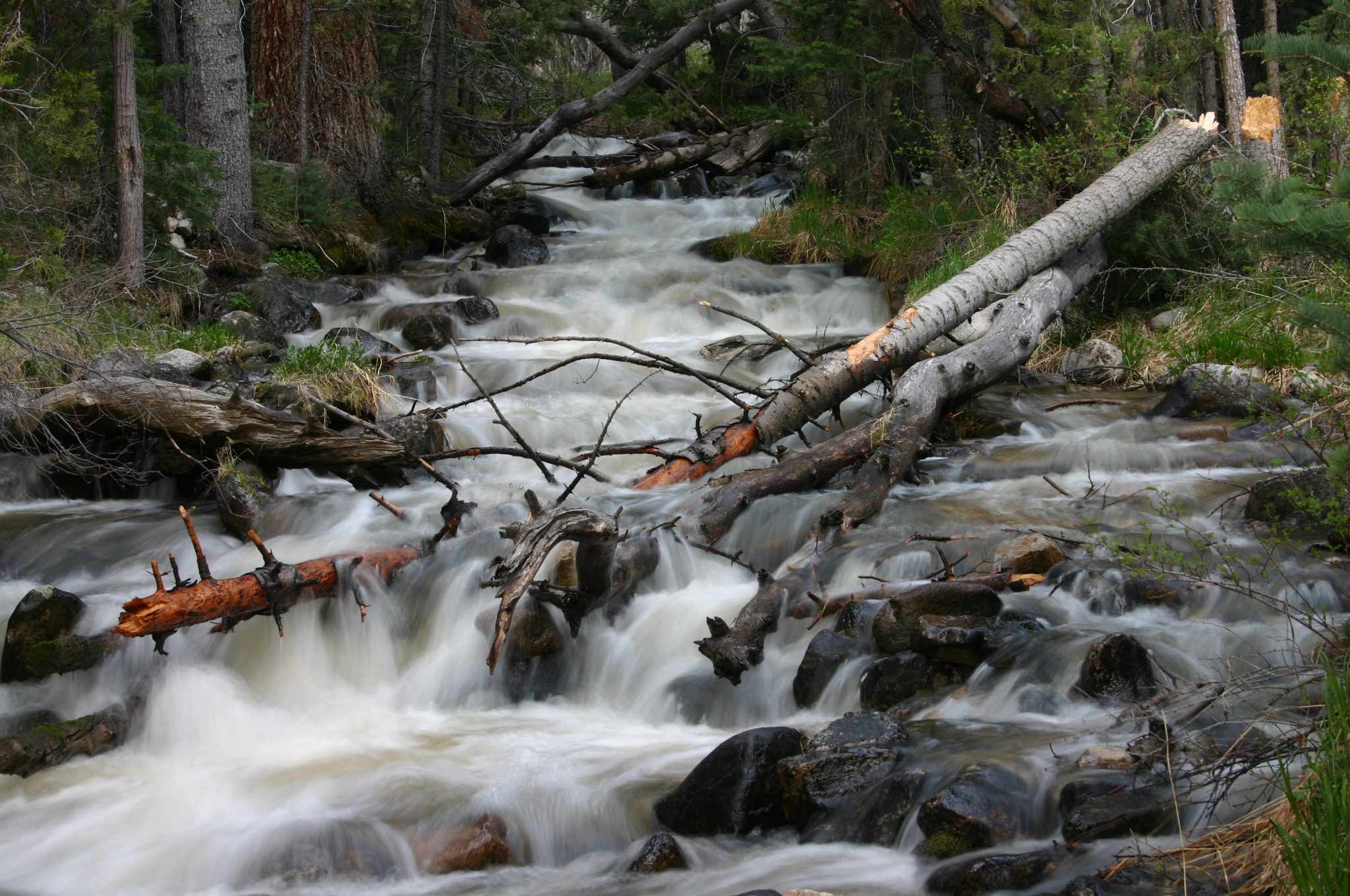

تدرج التيار (بالإنجليزي : Stream gradient) هو قياس تدرج (ميل) نسبة الانخفاض في التيار لوحدة المسافة، ويعبر عنه عادة قدم للميل أو متر للكيلومتر.

## الهيدرولوجيا (علم الماء) والجيولوجيا
يشير الانحدار المرتفع إلى تدفق سريع للماء وانحدار حاد، في حين يشير انخفاض الانحدار للقرب إلى قاع التيار وخمول حركة المياه وقابليتها فقط لتحمل الرواسب الصغيرة
ارتفاع تدرج ميل التيار يكون حاد في الممرات الضيقة ذات الشكل V، ويشير إلى مجرى شاب، انخفاض تدرج التيار أقل حدة في الوديان مع وجود ميل متعرج للتيار.

## النحت النهري
من الطبيعي أن تكون الركيزة الموحدة نادرة في الطبيعة، ومن الصعب ثبات الطبقات الصخرية على طول الممر النهري وتحديد مستوى قاعدي مؤقت حيث يتم نحتها على طول الممر النهري لارتفاع ميل التدفق الموحد للتيار عندما يكون بالقرب من ركيزة النهر بينما يقل انحدار التدفق وصولا إلى الصفر عند القاع، كما تعمل الشلالات أيضا على نحت المواد الصخرية الأقل تماسك.
السدود (من صنع الإنسان)و التجلد يعملان على تغير مستوى المياه في البحار إضافة لعوامل طبيعية أخرى.

## الخرائط الطبوغرافية
-	في الخرائط الطبوغرافية (بالإنجليزي : topographic maps) ,يمكن تقريب تدرج التيار بسهولة بمعرفة تدرج الخريطة وفترات الكنتور.
-	يمكن تحديد انحدار التيار بمعرفة عدد الخطوط التي تعبر منطقة التدفق وضربها في خطوط الكنتور الفاصلة وتقسيم الناتج على طول التيار، حيث تشير خطوط الكنتور للمنبع على شكل V،
-	ولأن انحدار التيار يعطى عادة بالقدم لكل 1000قدم ينبغي قياس مقدار ارتفاع التيار وكذلك طول التيار بالقدم ومن ثم مضاعفة القدم إلى 1000 قدم
مثال : إذا كان القياس تدرج الميل على طول مجرى التيار واحد وتمرخلاله ثلاث خطوط كنتور(10أقدام للكنتور) على الخريطة يكون التدرج تقريبا 5.7 قدم لكل 1000قدم، أي أن الانحدار حاد نوعا ما.